# Блэкуэлл, Пол
Пол Блэкуэлл (англ. Paul Blackwell; 11 июля 1954 — 24 февраля 2019) — австралийский актёр.

## Биография
Посещал Национальный институт драматического искусства в 1980—1982 годах и появлялся в постановках наиболее известных австралийских кампаний, включая Belvoir, Sydney Theatre Company, Театральную кампанию Южной Австралии, Patch, Австралийскую оперу. Также он снялся в ряде фильмов в эпизодических ролях. В 1996 году снялся в фильме «Тихая комната» режиссёра Рольфа де Хира. Фильм получил хвалебные отзывы критиков и демонстрировался в рамках основного конкурса Каннского кинофестиваля 1996 года. В последние годы жизни появился в фильмах «Кэнди» Нила Армфилда с Хитом Леджером, Джеффри Рашем, Эбби Корниш в главных ролях; «Декабрьские мальчики» (2007) с Дэниелем Рэдклиффом; «Привет, это я» (2008) и в немом фильме «Доктор Плонкъ» (2007).
В 2017 году Блэкуэлл гастролировал по Австралии с театром Альмейда и Nottingham Playhouse в постановке Дункана Макмилана и Роберта Айка произведения Джорджа Оруэлла «1984».

## Награды
В 2019 году Блэкуэлл удостоился победы в номинации Premier’s Award ежегодной премии South Australian Ruby Awards посмертно за прижизненный вклад.